# Mistrovství Evropy ve vzpírání
Mistrovství Evropy ve vzpírání je nejvýznamnější pravidelně pořádaná seniorská soutěž ve vzpírání na evropském kontinentě. První mistrovství Evropy se konalo v roce 1896 v nizozemském Rotterdamu a soutěžili na něm pouze muži. První mistrovství Evropy žen se konalo v roce 1988 v San Marinu. Mistrovství pořádá Evropská vzpěračská federace (EWF).
Od roku 1998 se pořádají společná mistrovství Evropy mužů a žen.
Na českém území se celkem třikrát konalo mistrovství Evropy mužů a jednou mistrovství Evropy žen.

## Přehled mistrovství Evropy ve vzpírání mužů
| Pořadí | Rok  | Město              | Stát               | Poznámky   |
| ------ | ---- | ------------------ | ------------------ | ---------- |
| 1.     | 1896 | Rotterdam          | Nizozemsko         |            |
| 2.     | 1897 | Vídeň              | Rakousko-Uhersko   |            |
| 3.     | 1898 | Amsterdam          | Nizozemsko         |            |
| 4.     | 1900 | Rotterdam          | Nizozemsko         |            |
| 5.     | 1901 | Rotterdam          | Nizozemsko         |            |
| 6.     | 1903 | Haag               | Nizozemsko         |            |
| 7.     | 1904 | Amsterdam          | Nizozemsko         |            |
| 8.     | 1905 | Amsterdam          | Nizozemsko         |            |
| 9.     | 1906 | Haag               | Nizozemsko         |            |
| 10.    | 1907 | Kodaň              | Dánsko             |            |
| 11.    | 1907 | Vídeň              | Rakousko-Uhersko   |            |
| 12.    | 1909 | Malmö              | Švédsko            |            |
| 13.    | 1909 | Drážďany           | Německá říše       |            |
| 14.    | 1911 | Budapešť           | Rakousko-Uhersko   |            |
| 15.    | 1911 | Lipsko             | Německá říše       |            |
| 16.    | 1912 | Vídeň              | Rakousko-Uhersko   |            |
| 17.    | 1913 | Brno               | Rakousko-Uhersko   |            |
| 18.    | 1914 | Vídeň              | Rakousko-Uhersko   |            |
| 19.    | 1921 | Offenbach am Main  | Německo            |            |
| 20.    | 1924 | Neukirchen         | Německo            |            |
| 21.    | 1929 | Vídeň              | Rakousko           |            |
| 22.    | 1930 | Mnichov            | Německo            |            |
| 23.    | 1931 | Lucemburk          | Lucembursko        |            |
| 24.    | 1933 | Essen              | Německo            |            |
| 25.    | 1934 | Janov              | Itálie             |            |
| 26.    | 1935 | Paříž              | Francie            |            |
| 27.    | 1947 | Helsinky           | Finsko             |            |
| 28.    | 1948 | Londýn             | Spojené království | v rámci OH |
| 29.    | 1949 | Haag               | Nizozemsko         | v rámci MS |
| 30.    | 1950 | Paříž              | Francie            | v rámci MS |
| 31.    | 1951 | Milán              | Itálie             | v rámci MS |
| 32.    | 1952 | Helsinky           | Finsko             | v rámci OH |
| 33.    | 1953 | Stockholm          | Švédsko            | v rámci MS |
| 34.    | 1954 | Vídeň              | Rakousko           | v rámci MS |
| 35.    | 1955 | Mnichov            | Západní Německo    | v rámci MS |
| 36.    | 1956 | Helsinky           | Finsko             |            |
| 37.    | 1957 | Katovice           | Polsko             |            |
| 38.    | 1958 | Stockholm          | Švédsko            | v rámci MS |
| 39.    | 1959 | Varšava            | Polsko             | v rámci MS |
| 40.    | 1960 | Milán              | Itálie             |            |
| 41.    | 1961 | Vídeň              | Rakousko           | v rámci MS |
| 42.    | 1962 | Budapešť           | Maďarsko           | v rámci MS |
| 43.    | 1963 | Stockholm          | Švédsko            | v rámci MS |
| 44.    | 1964 | Moskva             | Sovětský svaz      |            |
| 45.    | 1965 | Sofie              | Bulharsko          |            |
| 46.    | 1966 | Berlín             | Východní Německo   | v rámci MS |
| 47.    | 1968 | Leningrad          | Sovětský svaz      |            |
| 48.    | 1969 | Varšava            | Polsko             | v rámci MS |
| 49.    | 1970 | Szombathely        | Maďarsko           |            |
| 50.    | 1971 | Sofie              | Bulharsko          |            |
| 51.    | 1972 | Constanţa          | Rumunsko           |            |
| 52.    | 1973 | Madrid             | Španělsko          |            |
| 53.    | 1974 | Verona             | Itálie             |            |
| 54.    | 1975 | Moskva             | Sovětský svaz      | v rámci MS |
| 55.    | 1976 | Berlín             | Východní Německo   |            |
| 56.    | 1977 | Stuttgart          | Západní Německo    | v rámci MS |
| 57.    | 1978 | Havířov            | Československo     |            |
| 58.    | 1979 | Varna              | Bulharsko          |            |
| 59.    | 1980 | Bělehrad           | Jugoslávie         |            |
| 60.    | 1981 | Lille              | Francie            | v rámci MS |
| 61.    | 1982 | Lublaň             | Jugoslávie         | v rámci MS |
| 62.    | 1983 | Moskva             | Sovětský svaz      | v rámci MS |
| 63.    | 1984 | Vittorio Veneto    | Itálie             |            |
| 64.    | 1985 | Katovice           | Polsko             |            |
| 65.    | 1986 | Karl-Marx-Stadt    | Východní Německo   |            |
| 66.    | 1987 | Remeš              | Francie            |            |
| 67.    | 1988 | Cardiff            | Spojené království |            |
| 68.    | 1989 | Athény             | Řecko              | v rámci MS |
| 69.    | 1990 | Aalborg            | Dánsko             |            |
| 70.    | 1991 | Władysławowo       | Polsko             |            |
| 71.    | 1992 | Szekszárd          | Maďarsko           |            |
| 72.    | 1993 | Sofie              | Bulharsko          |            |
| 73.    | 1994 | Sokolov            | Česko              |            |
| 74.    | 1995 | Varšava            | Polsko             |            |
| 75.    | 1996 | Stavanger          | Norsko             |            |
| 76.    | 1997 | Rijeka             | Chorvatsko         |            |
| 77.    | 1998 | Riesa              | Německo            |            |
| 78.    | 1999 | La Coruña          | Španělsko          |            |
| 79.    | 2000 | Sofie              | Bulharsko          |            |
| 80.    | 2001 | Trenčín            | Slovensko          |            |
| 81.    | 2002 | Antalya            | Turecko            |            |
| 82.    | 2003 | Loutraki           | Řecko              |            |
| 83.    | 2004 | Kyjev              | Ukrajina           |            |
| 84.    | 2005 | Sofie              | Bulharsko          |            |
| 85.    | 2006 | Władysławowo       | Polsko             |            |
| 86.    | 2007 | Štrasburk          | Francie            |            |
| 87.    | 2008 | Lignano Sabbiadoro | Itálie             |            |
| 88.    | 2009 | Bukurešť           | Rumunsko           |            |
| 89.    | 2010 | Minsk              | Bělorusko          |            |
| 90.    | 2011 | Kazaň              | Rusko              |            |
| 91.    | 2012 | Antalya            | Turecko            |            |
| 92.    | 2013 | Tirana             | Albánie            |            |
| 93.    | 2014 | Tel Aviv           | Izrael             |            |
| 94.    | 2015 | Tbilisi            | Gruzie             |            |
| 95.    | 2016 | Førde              | Norsko             |            |
| 96.    | 2017 | Split              | Chorvatsko         |            |
| 97.    | 2018 | Bukurešť           | Rumunsko           |            |
| 98.    | 2019 | Batumi             | Gruzie             |            |
| 99.    | 2020 | Moskva             | Rusko              |            |

## Přehled mistrovství Evropy ve vzpírání žen
| Pořadí | Rok  | Město                  | Stát               |
| ------ | ---- | ---------------------- | ------------------ |
| 1.     | 1988 | San Marino             | San Marino         |
| 2.     | 1989 | Manchester             | Spojené království |
| 3.     | 1990 | Santa Cruz de Tenerife | Španělsko          |
| 4.     | 1991 | Varna                  | Bulharsko          |
| 5.     | 1992 | Loures                 | Portugalsko        |
| 6.     | 1993 | Valencie               | Španělsko          |
| 7.     | 1994 | Řím                    | Itálie             |
| 8.     | 1995 | Beerševa               | Izrael             |
| 9.     | 1996 | Praha                  | Česko              |
| 10.    | 1997 | Sevilla                | Španělsko          |
| 11.    | 1998 | společně s muži        | společně s muži    |
| 12.    | 1999 | společně s muži        | společně s muži    |
| 13.    | 2000 | společně s muži        | společně s muži    |
| 14.    | 2001 | společně s muži        | společně s muži    |
| 15.    | 2002 | společně s muži        | společně s muži    |
| 16.    | 2003 | společně s muži        | společně s muži    |
| 17.    | 2004 | společně s muži        | společně s muži    |
| 18.    | 2005 | společně s muži        | společně s muži    |
| 19.    | 2006 | společně s muži        | společně s muži    |
| 20.    | 2007 | společně s muži        | společně s muži    |
| 21.    | 2008 | společně s muži        | společně s muži    |
| 22.    | 2009 | společně s muži        | společně s muži    |
| 23.    | 2010 | společně s muži        | společně s muži    |
| 24.    | 2011 | společně s muži        | společně s muži    |
| 25.    | 2012 | společně s muži        | společně s muži    |
| 26.    | 2013 | společně s muži        | společně s muži    |
| 27.    | 2014 | společně s muži        | společně s muži    |
| 28.    | 2015 | společně s muži        | společně s muži    |
| 29.    | 2016 | společně s muži        | společně s muži    |
| 30.    | 2017 | společně s muži        | společně s muži    |